# Port St. John
Port St. John statisztikai település az USA Florida államában, Brevard megyében. Lakosainak száma 23 474 fő (2020. április 1.).

## Népesség
A település népességének változása:

| 2010 | 12 267 |
| 2020 | 23 474 |